# Svenska mästerskapen i dressyr 1955
Svenska mästerskapen i dressyr 1955 avgjordes i Stockholm. Tävlingen var den 5:e upplagan av Svenska mästerskapen i dressyr.

## Resultat
| Placering | Ryttare         | Häst    |
| --------- | --------------- | ------- |
| 1         | Gehnäll Persson | Knaust  |
| 2         | Henri Saint Cyr | Juli xx |
| 3         | Gehnäll Persson | Staffan |